# Aloe variegata
Espèce
Classification APG III (2009)
Statut CITES
Aloe variegata (ou Aloès panaché, A. perroquet, Bec de perroquet, Gorge de perdrix) est une espèce de plantes à fleurs du genre Aloe originaire d'Afrique du Sud et de Namibie.

## Description
Dans son environnement naturel, c'est une plante buissonnante qui se multiplie par rejets latéraux jusqu'à former des colonies entières.
Elle peut atteindre 20 cm de haut, avec jusqu'à 18 à 24 feuilles. Les feuilles sortent une par une de la rosette centrale. Avec le temps, elles s'écartent du centre et repoussent vers l'extérieur les feuilles plus anciennes dans un mouvement en spirale.
Les feuilles sont vert foncé, épaisses et dures en forme de V, parcourues de lignes transversales de couleur blanche, jaune pale ou vert très clair. Les côtés des feuilles comportent une série de dents minuscules (un demi-millimètre) qui rend l'espèce très reconnaissable.
Les inflorescences atteignent de 20 à 30 cm, de rose clair à rouge écarlate, sur des plantes de 5 ans minimum environ. Conformément à sa région d'origine, elle fleurit en hiver et doit donc être un peu arrosée à cette période et conservée dans une pièce au moins un peu chauffée. Elle est en repos en été.
Taxonomiquement, elle fait partie de la série Serrulatae, espèces très étroitement apparentées avec Aloe sladeniana et Aloe dinteri. Des études phylogénétiques récentes ont montré que ces trois espèces pourraient constituer un genre entièrement distinct, avec le nom suggéré Gonialoe.

## Répartition géographique

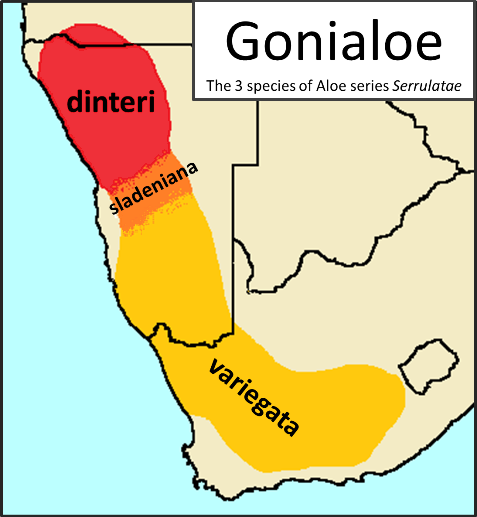
Répartition géographique de lAloe variegata, en jaune.

Cette plante est originaire de la partie occidentale du Karoo - le Karoo succulent - partagée entre Afrique du Sud et la Namibie. Elle pousse généralement entre les rochers de zones rocailleuses, mais peut aussi se développer sur des terrains très drainants comme les sols sablonneux. On les trouve habituellement dans de recoins semi-ombragés tels que les crevasses rocheuses ou arbustes, qui offrent une certaine protection contre le soleil.
Cette espèce prédomine dans les zones de précipitations hivernales. Au nord, au fur et à mesure que le climat se transforme progressivement en chute d'eau estivale, cette espèce est remplacée par son espèce sœur Aloe sladeniana (dans la région des pluies intermédiaires) qui fait progressivement place à l'Aloe dinteri dans les zones de précipitations estivales du nord de la Namibie.

## Histoire
La première mention de cette plante a été faite par Simon van der Stel, le premier gouverneur du Cap, lors d'un voyage vers le nord en 1685. Elle était cultivée dans les jardins botaniques de la Compagnie néerlandaise des Indes orientales au Cap en 1695.

## Culture
Sa culture est facile, mais il faut éviter l'excès d'arrosage et arroser à côté de la plante et non pas dans la rosette, car cela peut faire pourrir la plante. Cette plante craint le calcaire. Elle supporte un emplacement peu ensoleillé.
Le moyen de multiplication le plus facile est le repiquage de rejets latéraux.